# Система управления конференцией
Система управления конференциями — программное обеспечение для организации и администрирования научной конференции. Она помогает председателям комиссий, организаторам и авторам докладов в их деятельности.
Система управления конференцией может быть отнесена к системам управления содержимым.

## Основные функции
- регистрация участников конференции
- регистрация оргкомитета
- назначение рецензоров
- автоматический приём отзывов
- приём научных докладов (обычно документов в формате PDF, а также метаинформации)
- генерация окончательного документа со всеми материалами, их описаниями, содержанием и авторским оглавлением
- уведомление участников о предстоящих событиях

Некоторые системы предоставляют набор дополнительных функций:
- создание веб-сайта конференции
- публикация презентационных материалов на сайте конференции
- помощь в резервировании номеров в отелях или в гостиницах